# Ernesto de la Cárcova

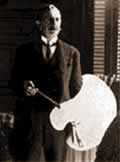
Ernesto de la Cárcova

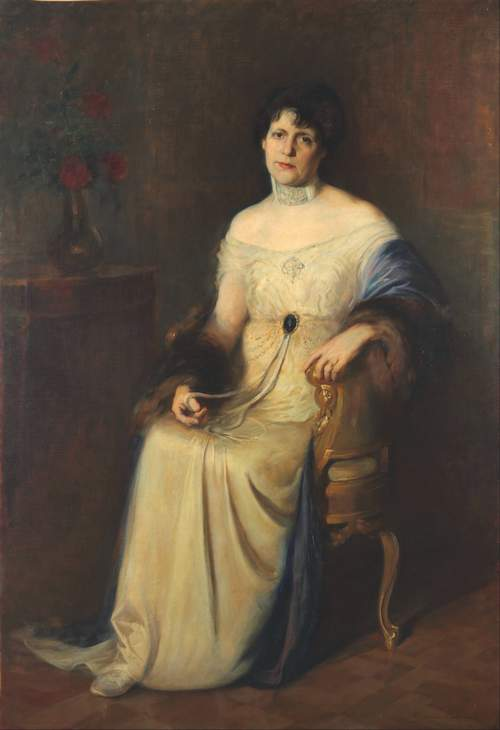
Dolores Pérez del Cerro.

Ernesto Celedonio Emeterio de la Cárcova (3 de marzo de 1869 - 28 de diciembre de 1927) fue un destacado pintor argentino de estilo realista y docente. primer director de la Academia de Bellas Artes de la Nación y fundador de la Escuela Superior de Bellas Artes, que un año después de su fallecimiento lleva su nombre y cuyas instalaciones albergan al Museo de calcos y escultura comparada.

## Síntesis biográfica
Nació en una familia acomodada de Buenos Aires. Sus padres eran el dr. Tiburcio de la Cárcova, un juez federal vinculado al Partido Autonomista Nacional, y Juana Aurelia de Arrotea, hija del rosista Manuel de Arrotea.
Comenzó sus estudios de pintura a muy temprana edad. En Buenos Aires inicia sus estudios en la Sociedad Estímulo de Bellas Artes. Continuó su actividad en Europa, donde estudió en París, Roma y Turín. En esta última ciudad asistió a la Academia Albertina, bajo la guía de Giacomo Grosso, obtuvo varios éxitos a exponer en dicha ciudad, donde un dibujo al pastel ("Cabeza de viejo") fue adquirido por el rey Humberto I.
A los 27 años de edad (1893) regresa a Buenos Aires, donde completa una de sus obras más reconocidas, "Sin pan y sin trabajo". Expuesta en 1894 en el Salón Ateneo. Esta obra fue adquirida en 1906 por Eduardo Schiaffino, para el Museo Nacional de Bellas Artes, en donde se conserva en la actualidad.
En 1902 viaja nuevamente a Europa, donde se desempeñó como director del patronato de becarios argentinos. Fue además profesor de la Universidad de Buenos Aires, donde en 1921 creó el diseño del sello mayor de esa casa de estudios.
Falleció el 28 de diciembre de 1927 en Buenos Aires.

## Gestión cultural
La educación fue uno de los ejes fundamentales en la vida de Ernesto de la Cárcova. Se preocupó por la gestión y la formación específica de los artistas, cumpliendo varios roles públicos como inspector de la enseñanza del dibujo, jurado en la adjudicación de cargos en las escuelas primarias y secundarias, y titular de la Cátedra de Historia del Arte de la Universidad de la Plata.
En sus primeros tiempos fue docente en la Sociedad Estímulo de Bellas Artes (1894) hasta el proyecto de la Escuela Superior de Bellas Artes, que luego llevaría su nombre.
Preocupado por la consolidación de las instituciones culturales, se encargó de que los organismos tuvieran reglas y ordenamientos y a vez conjugaran los principios de libertad respetuosa de la búsquedas personales de los artistas. Por esto fue contrariado muchas veces por sus colegas.
La enseñanza del arte terminó por ocupar su vida, relegando su producción pictórica a un segundo plano. Su preocupación por la permanencia de las instituciones lo llevó a vender obras para solventarlas. En su gestión, logró que el Estado Nacional se hiciera cargo de la Academia Nacional de Bellas Artes, siendo el primer director junto a Eduardo Sívori como vice.

## Principales obras
- Cabeza de viejo - (1879)
- Pomona

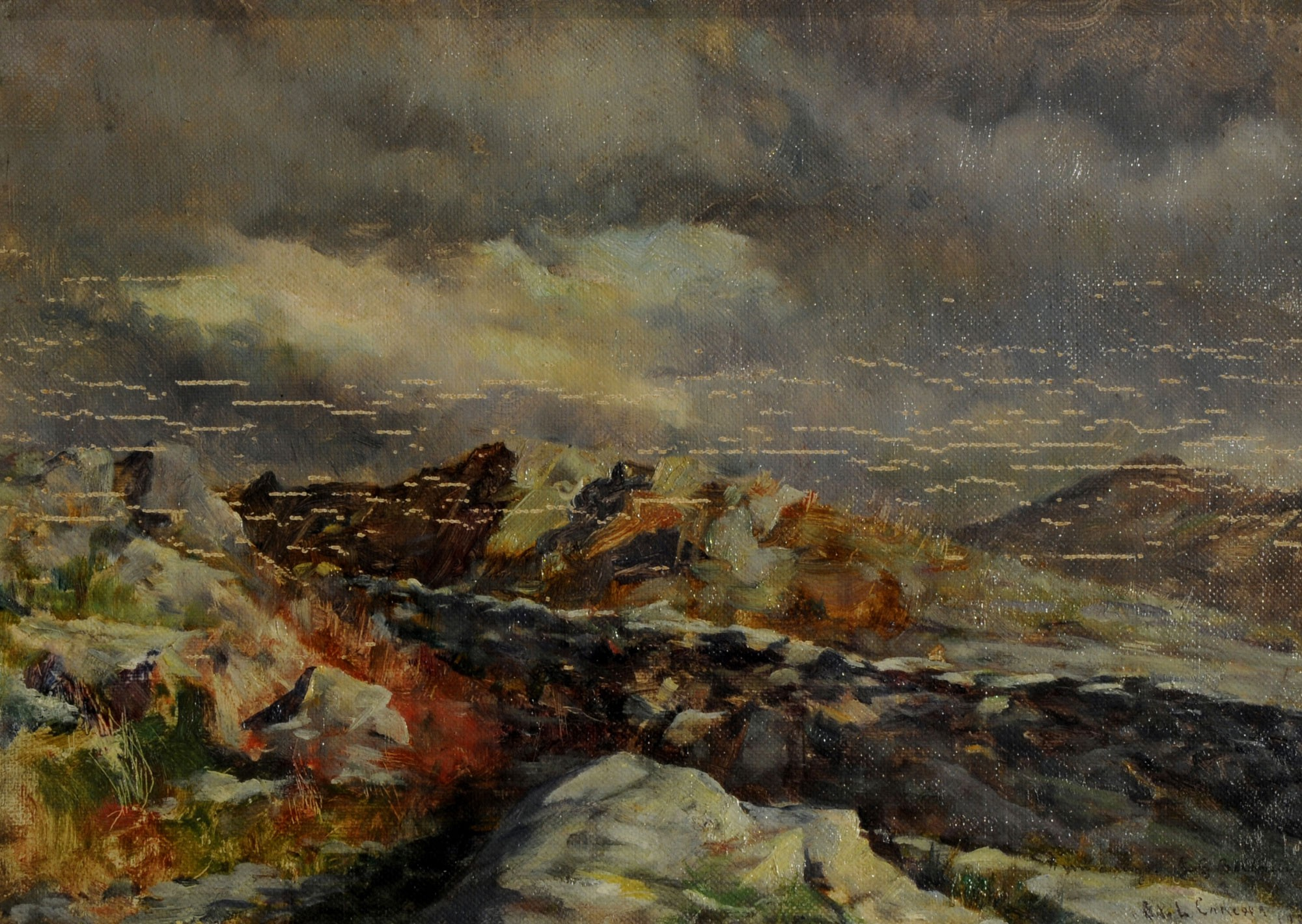
Paisaje - Ernesto de la Cárcova

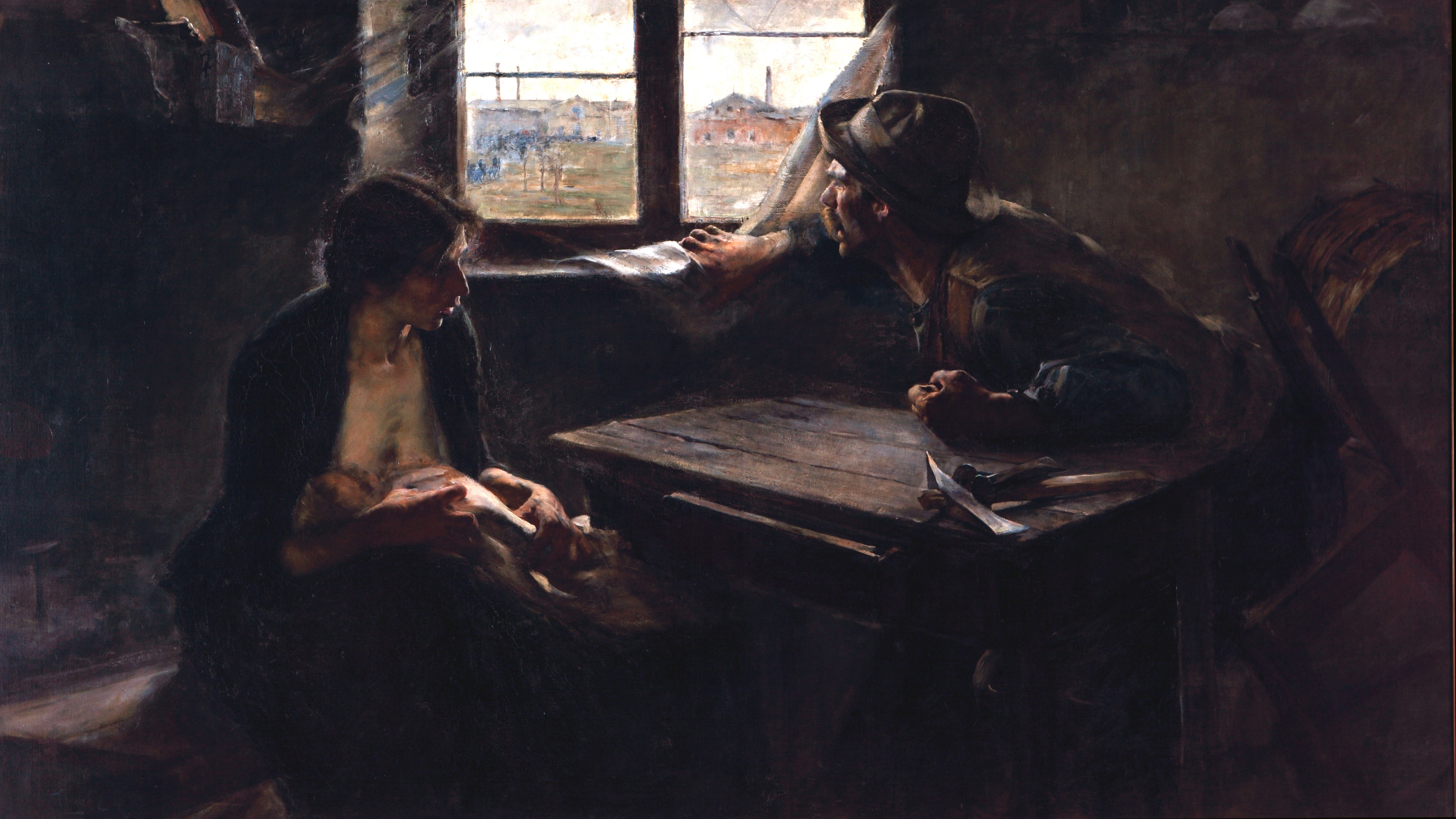
"Sin pan y sin trabajo" (1892-1893), óleo de Ernesto de la Cárcova.

- Sin pan y sin trabajo (1892 - 1893) - Óleo sobre tela 125,5 x 216 cm

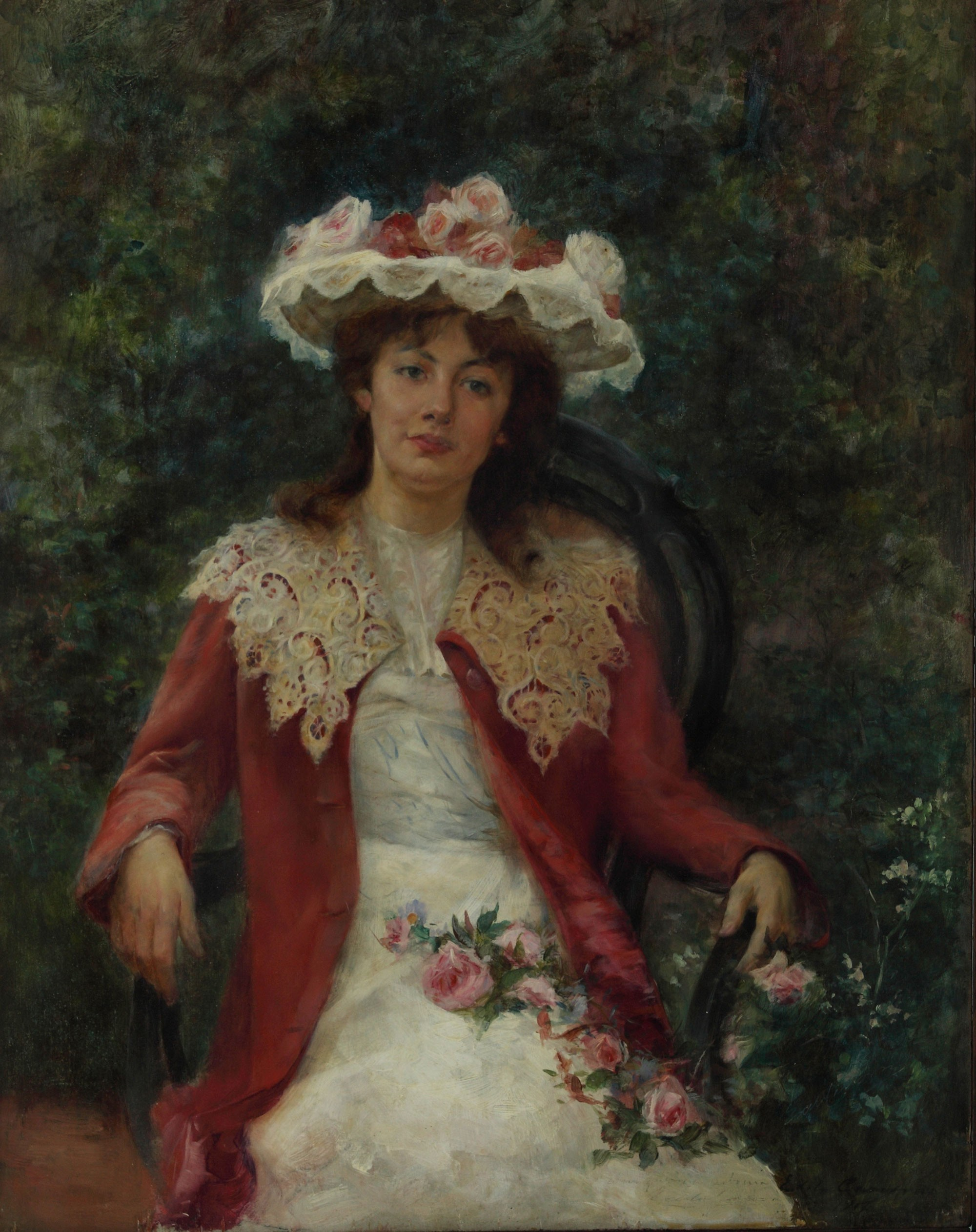
En el jardín - Ernesto de la Cárcova

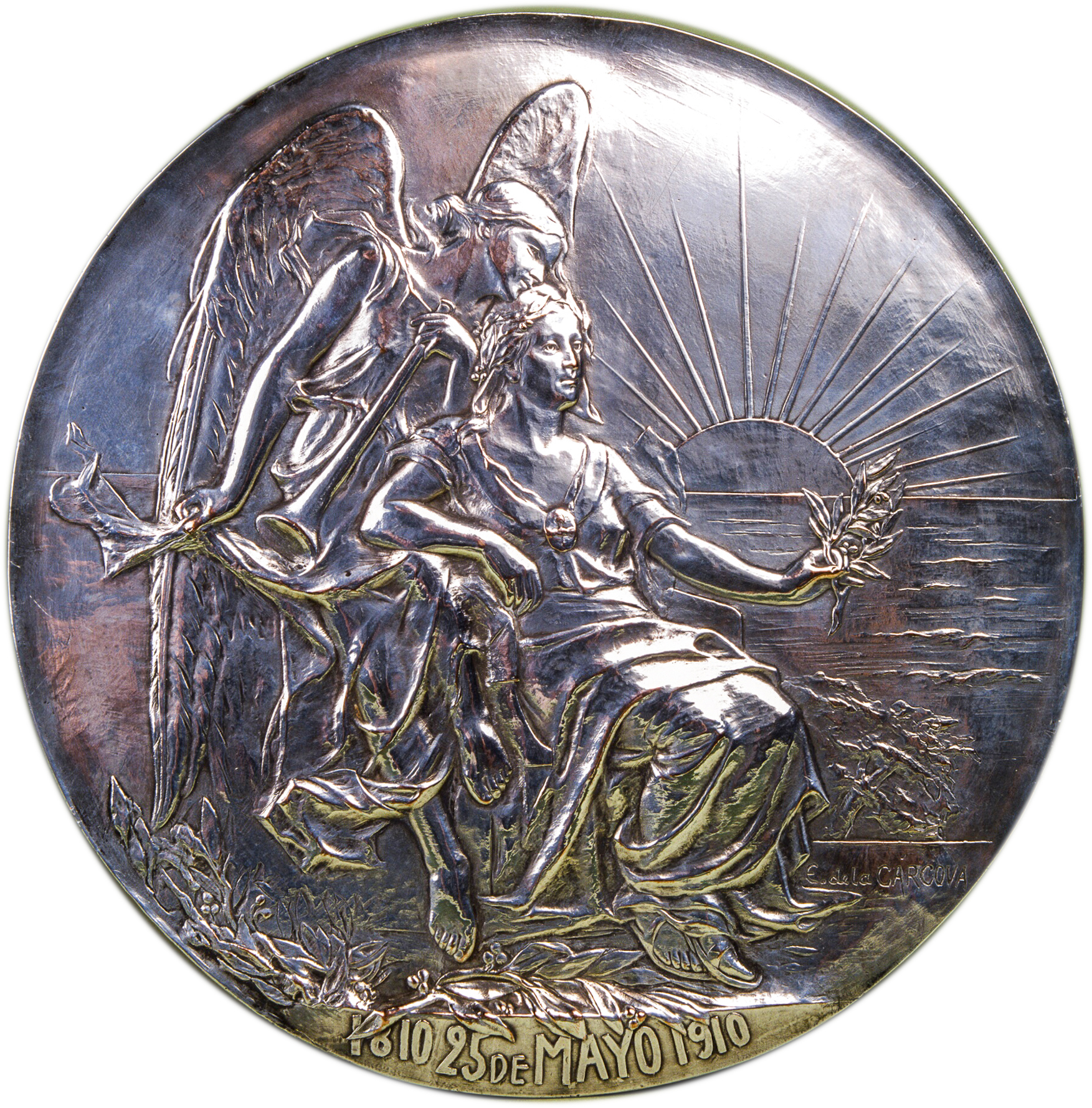
1910 Alegoría del centenario, medallón en plata

- El banco del jardín

- Contraluz

## Premios
- 1904: Premio de Honor y Medalla de Oro en la Exposición Internacional en Saint-Louis, Estados Unidos.
- 1910: Medalla de Oro en la muestra del Centenario.
- 1914: Primer Premio Adquisición en el Salón Nacional de Bellas Artes, Buenos Aires.
- 1916: Medalla de Plata Premio de Artistas Extranjeros en el Salón de Bellas Artes de París.